# 平田町 (浜松市)
平田町（なめだちょう）は静岡県浜松市中央区の町名。丁番を持たない単独町名である。住居表示未実施。

## 地理

### 学区
- 浜松市立県居小学校
- 浜松市立西部中学校

## 歴史
平田町は江戸時代の浜松宿下における城を維持するための職人と商人の町で、職業ごとに町が構成され、城の御用を務める無役町のうちの1町であったことに端を発する。

### 町名の由来
ナメリ田が訛って平田（なめだ）となったなど諸説あるが定かではない。

### 沿革
- 1652年（承応元年） - 八軒町から平田町に町名変更を行う[書籍 3]。
- 1882年（明治15年） - 平田町から浜松平田町に町名変更を行う。
- 1889年（明治22年）4月1日 - 町村制の施行により、敷知郡浜松平田町が周辺の町村と合併して敷知郡浜松町となる[WEB 7]。旧町名は浜松町の大字として残る[書籍 4]。
- 1896年（明治29年）4月1日 - 郡制の施行により、浜松町の所属郡が浜名郡に変更となる。
- 1911年（明治44年）7月1日 – 浜松町が市制施行して浜松市となる。

- 1925年（大正14年）5月1日 -  地籍整理により、大字平田から平田町（なめだまち）に町名変更を実施。また、大字旅籠及び大字海老塚の各一部を編入[書籍 5]。
- 2007年（平成19年）4月1日 - 浜松市が政令指定都市となる。平田町は中区の一部となる。
- 2024年（令和6年）1月1日 - 浜松市の行政区再編により、平田町は中央区の一部となる。

## 交通

### 道路
- 浜松市道飯田鴨江線（駅南大通り）
- 浜松市道平田成子1号線（末広通り）

## その他

### 警察
警察の管轄区域は以下の通りである。
| 番・番地等 | 警察署         | 交番・駐在所 |
| ---------- | -------------- | ------------ |
| 全域       | 浜松中央警察署 | 東伊場交番   |

### 消防
消防の管轄区域は以下の通りである。
| 番・番地等 | 消防署   | 本署/出張所 |
| ---------- | -------- | ----------- |
| 全域       | 中消防署 | 鴨江出張所  |

### 書籍
1. ↑  『浜松市史 ニ』浜松市役所、1971年3月31日、93頁。
2. ↑  『わがまち文化誌 学びの里 祈りの丘』浜松市県居公民館、2000年4月25日、283頁。
3. ↑  『浜松市史 ニ』浜松市役所、1971年3月31日、237頁。
4. ↑  『浜松市史 三』浜松市役所、1980年3月26日、177頁。
5. ↑  『浜松市史 三』浜松市役所、1980年3月26日、354,356頁。

### WEB
1. ↑  “h02_22.csv”.   総務省 (2022年2月10日). 2024年10月4日閲覧。
2. ↑  “chuouku_menseki.xlsx”.   浜松市 (2024年3月12日). 2024年10月4日閲覧。
3. ↑  “静岡県 浜松市中央区 平田町の郵便番号 - 日本郵便”.   日本郵便. 2025年2月15日閲覧。
4. ↑  “市外局番の一覧” (PDF).   総務省 (2022年3月1日). 2024年6月17日閲覧。
5. ↑  “事業所案内及び管轄地域（事務所3件、分室3件）”.   一般社団法人静岡県自動車会議所. 2024年6月17日閲覧。
6. ↑  “住居表示実施状況／浜松市”.   浜松市 (2024年1月4日). 2024年6月17日閲覧。
7. ↑  “historyofcities.pdf”.   静岡県総務部合併推進室・財団法人静岡県市町村振興協会. 2024年10月17日閲覧。
8. ↑  “東伊場交番｜静岡県警察”.   静岡県警察 (2024年1月1日). 2024年6月17日閲覧。
9. ↑  “消防署の町別管轄「な」／浜松市”.   浜松市 (2023年4月3日). 2024年6月17日閲覧。